# RCDE Stadium
RCDE Stadium, znany też jako Estadi Cornellà-El Prat – powstały w 2009 roku stadion piłkarski, na którym swoje mecze rozgrywa hiszpański Espanyol Barcelona. Budowa stadionu zajęła trzy lata i pochłonęła 60 mln euro. Obiekt jest wzorowany na brytyjskich stadionach. Pierwszą drużyną, która zagrała z Espanyolem na Cornellà-El Prat został angielski Liverpool FC. Spotkanie odbyło się 2 sierpnia 2009 roku o godz. 21.